# オスカー・モルゲンシュテルン
オスカー・モルゲンシュテルン（Oskar Morgenstern, 1902年1月24日 - 1977年7月26日）は、ドイツ生まれで、オーストリアで学び、アメリカで活躍した経済学者。ジョン・フォン・ノイマンと共にゲーム理論を経済学の世界へと持ち込み現在のミクロ経済学の基礎をつくりあげた。日本におけるゲーム理論の父である鈴木光男の師。

## 略歴
ゲルリッツ生まれ。ウィーンの高等学校・大学へ通い、1925年に博士号を取得。3年間、ロックフェラー財団の奨学金でヨーロッパとアメリカ各地を遊学して後、1929年にウィーン大学講師となり1935年に同大学教授となる。この間1931年から1938年までオーストリア景気循環研究所長を務めたのを始めとして『国民経済雑誌』編集者・オーストリア国立銀行顧問を歴任し、ウィーン学団のメンバーとして哲学者や数学者とも交流した。
1938年、休暇でアメリカ滞在中にナチスによるオーストリア併合があり、その結果ウィーン大学を解雇。同年にプリンストン大学教授となり、この頃プリンストン高等研究所で初めてフォン・ノイマンと邂逅。ノイマンと共にゲーム理論の経済学への応用に取り組んだ成果は、1944年に出版した共著“Theory of Games and Economic Behavior”（『ゲームの理論と経済行動』）に結実した。
1970年にプリンストン大学を退職するとニューヨーク大学に招かれ経済学教授、1977年に死去するまで同大学で教鞭を取った。

## 人物
母はドイツ帝国皇帝フリードリヒ3世の庶子。フリードリヒ3世は、お抱え庭師の娘を自分が妊娠させたことを知り、庭師の一家に相当額の財産を与えたが、その財産は浪費により失われた。オーストリア学派の中で育ち、完全予見を否定する論文を書く異端児であった。プリンストン大学奉職後、数学者エドヴァルド・チェックにノイマンを紹介され、ノイマンの生み出したゲーム理論の重要性を見抜いて共同研究し、経済学に応用した。1944年に出版されたノイマンとの共著『ゲームの理論と経済行動』では、ノイマンが理論的な部分の大半を担当し、経済分析の大部分はモルゲンシュテルンが担当したとされる。彼の研究のうちゲーム理論以外にも、フォン・ノイマン多部門成長モデルの再構築は経済学において重要な意味を持っている。また、国内総生産（GDP）は誤差が5%以上あるとして、GDPに否定的な見方を示している。

## 著作
- Morgenstern, Oskar (1991) [1950], On the Accuracy of Economic Observations (Revised ed.), Princeton, New Jersey: Princeton University Press, ISBN 978-0-691-04151-3
  - オスカー・モルゲンシュテルン 著、浜崎敬治・山下邦男・是永純弘 訳『経済観測の科学　経済統計の正確性』法政大学出版局、1968年。
- Morgenstern, Oskar (1959), The Question of National Defense: A critique of our military preparations and polices, New York, NY: Random House
  - オスカー・モルゲンスターン 著、筑土竜男 訳『米国国防の諸問題』鹿島研究所、1962年。
- オスカー・モルゲンシュテルン 著、宮本敏雄・松野武 訳「ゲームの理論」、サイエンティフィック・アメリカン 編 編『未来社会と数学』講談社〈現代数学の世界 6〉、1971年1月。
- von Neumann, John; Morgenstern, Oskar (1953) [1944], Theory of Games and Economic Behavior (3rd ed.), Princeton, New Jersey: Princeton University Press
  1. フォン・ノイマン、オスカー・モルゲンシュテルン『ゲームの理論と経済行動』 1．経済行動の数学的定式化、銀林浩・橋本和美・宮本敏雄監訳、阿部敏雄訳、東京図書、1972年。
  2. フォン・ノイマン、オスカー・モルゲンシュテルン『ゲームの理論と経済行動』 2．2人ゲームの理論、銀林浩・橋本和美・宮本敏雄監訳、橋本和美訳、東京図書、1972年。
  3. フォン・ノイマン、オスカー・モルゲンシュテルン『ゲームの理論と経済行動』 3．n人ゲームの理論、銀林浩・橋本和美・宮本敏雄監訳、下島英忠訳、東京図書、1973年。
  4. フォン・ノイマン、オスカー・モルゲンシュテルン『ゲームの理論と経済行動』 4．ゲームの合成分解、銀林浩・橋本和美・宮本敏雄監訳、銀林浩訳、東京図書、1973年。
  5. フォン・ノイマン、オスカー・モルゲンシュテルン『ゲームの理論と経済行動』 5．非零和ゲームの理論、銀林浩・橋本和美・宮本敏雄監訳、宮本敏雄訳、東京図書、1973年。
- von Neumann, John; Morgenstern, Oskar (2007-03-19) [1953], Theory of Games and Economic Behavior (Fourth printing, and first paperback printing, of Sixtieth Anniversary Edition, 2007 ed.), Princeton, New Jersey: Princeton University Press, ISBN 978-0-691-13061-3
  1. フォン・ノイマン、オスカー・モルゲンシュテルン 著、阿部修一・銀林浩・橋本和美・宮本敏雄 訳『ゲームの理論と経済行動 1』筑摩書房〈ちくま学芸文庫〉、2009年5月。ISBN 978-4-480-09211-3。
  2. フォン・ノイマン、オスカー・モルゲンシュテルン 著、銀林浩・下島英忠・橋本和美・宮本敏雄 訳『ゲームの理論と経済行動 2』筑摩書房〈ちくま学芸文庫〉、2009年6月。ISBN 978-4-480-09212-0。
  3. フォン・ノイマン、オスカー・モルゲンシュテルン 著、銀林浩・橋本和美・宮本敏雄 訳『ゲームの理論と経済行動 3』筑摩書房〈ちくま学芸文庫〉、2009年7月。ISBN 978-4-480-09213-7。
- von Neumann, John; Morgenstern, Oskar (2020-06) [1953], Theory of Games and Economic Behavior (60th Anniversary Commemorative ed.), Golden Keys Success, ISBN 978-1-7772573-1-6
  - フォン・ノイマン、オスカー・モルゲンシュテルン『ゲーム理論と経済行動』武藤滋夫訳、中山幹夫補訳（刊行60周年記念版）、勁草書房、2014年6月。ISBN 978-4-326-50398-8。